# Rhyacia afghanidia
Rhyacia afghanidia är en fjärilsart som beskrevs av Charles Boursin 1968. Rhyacia afghanidia ingår i släktet Rhyacia och familjen nattflyn. Inga underarter finns listade.